# Puig de la Creu (Tavèrnoles)
El Puig de la Creu és una muntanya de 697 metres que es troba al municipi de Tavèrnoles, a la comarca d'Osona.